# Корабль (фильм, 1988)
«Кора́бль» — советский художественный фильм режиссёра Александра Иванова-Сухаревского.
Премьера состоялась в июне 1988 года.

## Сюжет
Группа молодых людей и девушек: Лёня, Лев, Юшка, Ромка, Мика, Нора, Лена, Ксения, известная как «золотая молодежь», находится в дачном поселке, где один из них имеет свой дом. Родители отсутствуют, и подростки остались без присмотра. У этих молодых героев есть все, о чем только можно мечтать. Они проводили время, купаясь в реке, загорая на песчаном пляже и устраивая вечерние посиделки у костра. Однако, помимо всего этого, они также уделяли особое внимание заботе о Лёне, который страдал от психического заболевания.
В солнечные дни, наслаждаясь свободой, юноши и девушки устраивают долгие и захватывающие разговоры о смысле жизни, философии и взаимоотношениях. Они подшучивают друг над другом в дружеской и веселой обстановке. В то же время, они постоянно устраивали различные розыгрыши и шутки над сверстниками не принадлежащими к их компании.
Герои настойчиво защищали свою индивидуальность и независимость. Желание контролировать свои собственные судьбы и свободно принимать решения было типичным для их возраста, и они готовы бороться за это со всей мощью и страстностью, которые только могут дать юные сердца. Однако, в поисках острых ощущений и развлечений, они стали играть с опасностью, доводя себя до крайних пределов. Один из парней решил доказать свою смелость и вызвать внимание окружающих, сделав неудачную попытку самоубийства. Его намерение было понять и принять вызов смерти и доказать себе и другим, что он способен на подобные экстремальные поступки. Однако, это был очень опасный и необдуманный шаг, который мог привести к серьезным последствиям. В это же время ведётся постройка корабля, который никуда не уплывёт.

## В ролях
| Актёр                        | Роль      |
| ---------------------------- | --------- |
| Владимир Заманский           | Лёня      |
| Вячеслав Невинный            | Лев       |
| Оксана Фандера               | Юшка      |
| Марис Лиепа                  | Штоль     |
| Владимир Симонов             | Андрей    |
| Наталья Фатеева              | Нора      |
| Елена Майорова               | Елена     |
| Денис Банников               | Ромка     |
| Глеб Морозов                 | Мика      |
| Оксана Фомичева              | Маша      |
| Екатерина Симонова           | Ксения    |
| Тимофей Спивак               | отец Мики |
| Людмила Стоянова             | мать Мики |
| Владимир Басов               | эпизод    |
| Виталий Бабенко              | эпизод'   |
| Сергей Волкош                | эпизод    |
| Ф. Габер                     | эпизод    |
| Ирина Смирнова               | эпизод    |
| Дж. Джоши                    | эпизод    |
| Полина Шевкуненко            | эпизод    |
| А. Шустрова                  | эпизод    |
| Александр Иванов-Сухаревский | эпизод    |

## Съёмочная группа
- Автор сценария: Елена Лобачевская[3]
- Режиссёр: Александр Иванов-Сухаревский
- Оператор: Сергей Тараскин
- Композитор: Владислав Шуть
- Художник: Валентин Вырвич

## Из истории съёмок
Съёмки проходили на Николиной горе, на даче потомков Кравченко и Фонтон. Первое рабочее название сценария Елены Лобачевской — «Юшка», в нём описывалась жизнь Юлии Долгоруковой, первой красавицы Николиной горы, впоследствии известной московской художницы. Александр Иванов-Сухаревский на роль Юшки выбрал Оксану Фандеру, которая только что стала вице-мисс на первом в СССР конкурсе красоты «Московская красавица». Также это один из первых советских фильмов, наряду с фильмом «Маленькая Вера», вышедшего в прокат в том же году, в котором была откровенно показана сексуальная сцена.

## Критика
Несмотря на эротические эпизоды, фильм в прокате провалился из-за излишней заумности и затянутости.
- «Советский экран» 1989 № 11 г. Левитин «Общее место пустым не бывает» с. 23
- «Советский экран» 1989 № 17 Виктор Матизен «Корабль идет ко дну» с. 18